# トレヴォア・ハーシュフィールド
トレヴォア・ハーシュフィールド（Trevor Hirschfield、1983年12月21日 – ）は、カナダのウィルチェアーラグビー選手。北京パラリンピック、バンクーバーパラリンピック、ロンドンパラリンピックに参加。
彼は健常者として生まれたが、16歳の時に交通事故で彼の乗っていたトラックが崖から落下し首から下が麻痺状態になった。
2012年夏季パラリンピックにおけるウィルチェアーラグビー競技ではカナダ代表の一員としてプレーし、ベルギー代表の名手ラルス・メルテンスを倒して58-50で勝利した。